# Maximilian von Zottmann

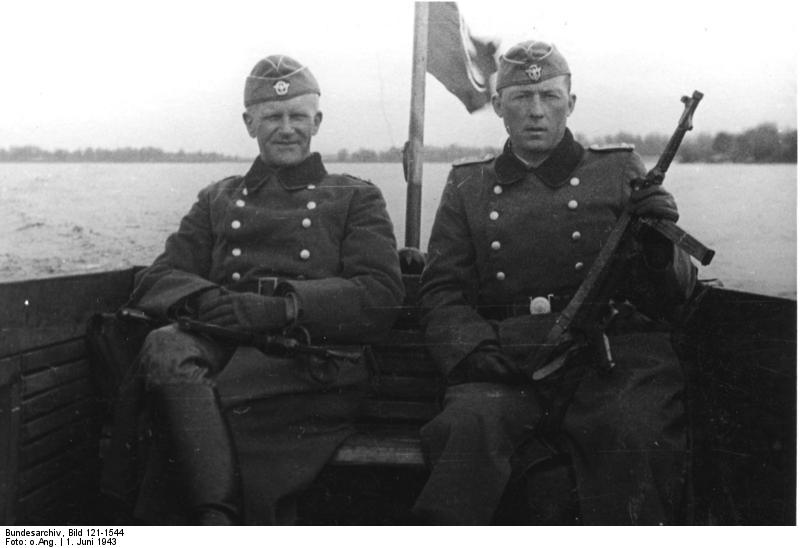
Generalmajor der Pol. von Zottmann (links) mit Adjudanten auf dem Dnjepr, 1943

Maximilian Zottmann, seit 1917 Ritter von Zottmann, (* 27. September 1882 in Landau in der Pfalz; † 17. Januar 1966 in Herrsching am Ammersee) war ein deutscher Offizier, zuletzt Generalmajor der Polizei im Zweiten Weltkrieg.

## Leben

### Herkunft
Er war das älteste Kind des gleichnamigen Generalleutnant a. D. Maximilian Zottmann und dessen Ehefrau Agathe, geborene Fleischhauer. Eine seiner Nichten war Traudl Junge, die spätere Sekretärin Hitlers.
Zottmann heiratete am 18. Oktober 1911 in München Christine, geborene Honold (1892–1968). Aus der Ehe ging ein Sohn hervor.

### Königreich Bayern
Nach dem Besuch der Kadettenschule auf dem Münchner Marsplatz trat Zottmann am 14. Juli 1902 als Fähnrich in das 2. Infanterie-Regiment „Kronprinz“ der Bayerischen Armee in München ein. Nach dem erfolgreichen Besuch der Kriegsschule wurde dort am 12. März 1904 zum Leutnant befördert und anschließend nach Metz in das 4. Infanterie-Regiment „König Wilhelm von Württemberg“ versetzt. Am 1. Oktober 1910 kehrte er nach München zum 1. Infanterie-Regiment „König“ zurück. Am 7. März 1913 erfolgte die Beförderung zum Oberleutnant und am 1. Oktober 1913 seine Kommandierung zum Adjutant des Bezirkskommandos II in München.
Mit seinem Regiment kam Zottmann zu Beginn des Ersten Weltkriegs während der Grenzkämpfe sowie der Schlacht in Lothringen zum Einsatz und verblieb den gesamten Krieg über an der Westfront. Dort war er am 9. August 1915 zum Hauptmann befördert und zum Bataillonskommandeur im Reserve-Infanterie-Regiment 1 ernannt worden. Für seine außergewöhnlichen militärischen Verdienste erhielt er am 9. April 1917 das Ritterkreuz des Militär-Max-Joseph-Ordens und durfte sich aufgrund der damit verbundenen Erhebung in den persönlichen Adel ab diesem Zeitpunkt Ritter von Zottmann nennen. In der Schlacht bei Armentières wurde er 1918 schwer verwundet und nach Kriegsende als Major aus der Armee verabschiedet.

### Weimarer Republik
Nach dem Ersten Weltkrieg studierte Zottmann Landwirtschaft an der Technischen Hochschule München.
Vom 1. Februar 1919 bis 8. Oktober 1922 war er Wehramtmann bei der Regierung der Oberpfalz und Regensburg tätig und wechselte anschließend als Hauptmann in den Stab der Landespolizei in Regensburg. Dort wurde er am 1. Juni 1923 Major, am 1. April 1927 zur Landespolizei Nürnberg-Fürth versetzt und dort bis 30. September 1930 Führer des Ausbildungsabschnitts Fürth. Er wurde am 1. Dezember 1931 Chef des Abschnitts II in Nürnberg, am 1. Februar 1932 Oberstleutnant und am 1. Mai 1933 Oberst und gleichzeitig Kommandeur der Landespolizei Nürnberg-Fürth sowie Standortältester und Kommandeur der Ausbildungsabteilung II.

### Drittes Reich
Am 1. November 1934 schied Zottmann mit Erreichung der Altersgrenze aus dem aktiven Dienst aus und wurde am 26. August 1939 kurz vor Beginn des Zweiten Weltkriegs als Major und Kommandeur des 212. Infanterie-Ersatz-Regiments in die Wehrmacht reaktiviert. Anschließend war er als Sachbearbeiter bei der Wehrmachts-Ersatz-Inspektion VII München tätig und wechselte dann wieder in den Polizeidienst. Von Januar 1941 an war er Befehlshaber der Ordnungspolizei (BdO) der Westmark und von Lothringen. Von März bis Dezember 1943 war er Inspekteur der Schutzmannschaften beim BdO des Reichskommissariats Ukraine, ab 1. April 1943 im Range eines Generalmajors. Anschließend wurde er in den Ruhestand versetzt. Von 1945 bis 1947 war er von der amerikanischen Besatzungsmacht in Oberbayern interniert.
Als Ritter des Militär-Max-Joseph-Ordens hatte er Kontakt zu den Chefs des Hauses Wittelsbach, Kronprinz Rupprecht von Bayern und Herzog Albrecht von Bayern und trat bis zu seinem Lebensende für die Wiedereinführung der Monarchie in Bayern ein.
Maximilian von Zottmann starb am 17. Januar 1966 in Herrsching am Ammersee.